# Gambitul (Star Trek: Generația următoare)
„Gambitul” (titlu original: „Gambit”) este al 4-lea episod și al 5-lea episod din al șaptelea sezon al serialului TV american științifico-fantastic Star Trek: Generația următoare și al 156-lea și al 157-lea episod în total. A avut premiera la 11 octombrie 1993 (partea I) și 18 octombrie 1993 (partea a II-a).
Episodul a fost regizat de Peter Lauritson (partea I) și  Alexander Singer (partea a II-a) după un scenariu de  Naren Shankar (partea I) și Ronald D. Moore (partea a II-a) bazat pe o poveste de Naren Shankar (partea I și a II-a) și Christopher Hatton (partea a II-a).

## Prezentare
Echipajul navei USS Enterprise investighează aparenta ucidere a căpitanului Jean-Luc Picard în timpul unei călătorii arheologice. William Riker este răpit de un grup de mercenari și îl găsește pe Picard lucrând pentru aceștia, ca membru al echipajului lor. 
Picard și Riker îi ajută pe mercenari să obțină niște artefacte arheologice, pentru a se asigura că o veche armă vulcaniană nu va cădea în mâini ostile. 

## Actori ocazionali
- Richard Lynch - Arctus Baran
- Robin Curtis - Tallera/T'Paal
- Caitlin Brown - Vekor
- Cameron Thor - Narik
- Alan Altshuld - Yranac
- Bruce Gray - Adm. Chekote
- Sabrina LeBeauf - Ensign Giusti
- Stephen Lee - Alien Bartender
- Derek Webster - Sanders
- James Worthy - Koral
- Martin Goslins - Satok